# Honda NSX
La Honda NSX, ou Acura NSX, est une voiture sportive du constructeur automobile japonais Honda produite de 1990 à 2005. Une seconde génération reprend le nom NSX en 2015.

## Présentation
La Honda NSX, voiture de grand tourisme conçue par le constructeur japonais Honda, est apparue en 1990 au salon de Chicago. Vendue sous la marque Honda dans le monde, elle est badgée Acura aux États-Unis, au Canada et à Hong Kong. La seconde génération, dévoilée au salon international de l'automobile de Genève 2015, est commercialisée en 2016. Populairement, le sigle NSX est l'abréviation de « New Sportscar eXperimental »,. Honda utilise l'abréviation « New Sports eXperience » dans sa communication commerciale pour la seconde génération,. Au départ, le sigle était NS-X lors de la phase de développement pour New, Sportscar et un « monde inconnu », X étant le symbole mathématique d'une valeur inconnue, soit « New Sportscar-X ».
À l’origine conçue pour concurrencer Porsche et Ferrari, la NSX est vite devenue une sportive atypique, proposant à son volant des saveurs d’antan alors qu’elle était, à sa sortie, une vitrine technologique pour le constructeur nippon. Cette sportive présente, en effet, de nombreuses innovations technologiques, comme son châssis en aluminium ou l’adoption de la distribution variable au niveau du moteur. De plus, son développement avait été supervisé par le pilote brésilien Ayrton Senna. Sa production s’arrêta fin 2005, avec un total de 18 896 exemplaires produits.
Bien que les ventes fussent satisfaisantes au Japon et aux États-Unis, la NSX n’a pas convaincu en Europe. On peut évoquer, comme réponse à cet échec, son prix de vente élevé (au minimum 76 000 €), mais également le manque d’image de Honda face aux constructeurs de prestige européens tels que Porsche et Ferrari.
Elle s’est également illustrée en sport automobile avec une victoire dans sa catégorie aux 24 Heures du Mans 1995, ainsi qu’à une présence remarquée en Super GT. En effet, celle-ci ne fut remplacée par la HSV-010 GT qu’en 2010, soit 5 ans après que les derniers châssis furent sortis d’usine.
De nombreux projets ont essayé d’imaginer une descendante à la berlinette, notamment avec le concept-car HSC présenté à Tokyo en 2003, et plus particulièrement avec la présentation, en 2012, de l’Acura NSX Concept au salon de Détroit, préfigurant le modèle de série qui sera commercialisé quelques années plus tard.

### Développement
Les années 1980 marquent l’apparition de nombreux supercars comme la Ferrari F40 ou bien la Porsche 959. Honda, fière de son expérience de motoriste en Formule 1, décide de concevoir une voiture de sport capable d’asseoir la notoriété de la firme au niveau mondial.
À partir de janvier 1984, le centre de recherche et développement de Wakō commençait à concevoir un véhicule changeant radicalement les habitudes de Honda en termes de véhicule urbain. Afin d'améliorer la flexibilité des plates-formes automobiles, les ingénieurs de chez Honda vont réfléchir à une propulsion à moteur central, ce dernier étant placé sous le plancher. En février 1984, l’équipe de développement va construire un prototype basé sur la première génération de la Honda City. Bluffée par le comportement dynamique de la citadine, l’équipe pensera alors à abaisser le centre de gravité de la voiture, amenant l’idée de la conception d’une voiture de sport.
En 1984, le carrossier italien Pininfarina développe pour le constructeur le prototype HP-X (Honda Pininfarina Xperimental), qui sera présenté la même année au Salon de Turin. Ce modèle est motorisé par un V6 de 1 996 cm3 dérivé d'un moteur de F2.
C’est pendant l’automne de l’année 1985 que le développement de la NSX prit son envol.
Quatre ans plus tard, l'Acura NS-X est présentée au Salon de Chicago.
Ce modèle est dessiné par Ken Okuyama, qui réalisera également le dessin de la Ferrari Enzo, tandis que la conception revient à Shigeru Uehara, qui interviendra ensuite sur la conception de la Honda S2000. Ce dernier s'inspira du cockpit de l'avion de combat F-16 pour la conception de l'habitacle. Le châssis monocoque en aluminium, qui constitue une première mondiale pour une voiture de série, permet de contenir le poids de la voiture tout en améliorant la rigidité par rapport à l'acier. En effet, la monocoque ne pèse que 210 kg.
Afin d'affiner les performances de ce modèle, Honda a laissé au pilote brésilien Ayrton Senna le soin de piloter un prototype de la NSX, notamment sur le circuit de Suzuka. Depuis, une légende urbaine circule sur la NSX voulant qu'elle ait été développée "en partenariat avec Ayrton Senna", alors qu'en réalité, il a seulement essayé un prototype et donné quelques axes d'amélioration possible.

## Caractéristiques techniques

### Design
Ken Okuyama s'est inspiré pour la NSX du concept MG EX-E présenté en 1985 au salon de l'automobile de Francfort, le groupe Austin Rover auquel MG appartenait depuis 1981 s'étant rapproché du constructeur nippon pour diverses collaborations.
Ce qui définit le mieux la sportive de Honda est sans nul doute son profil. La ligne de caisse, plantée dans le bitume à l’avant de la voiture, suit la courbe imposée par la roue puis se prolonge d’un seul trait vers l’arrière où elle remonte pour masquer l’aileron. Ce dernier est un des atouts majeurs de la NSX. En effet, les éléments aérodynamiques imposés par les performances de la machine sont ici totalement camouflés dans la carrosserie.
De même, le refroidissement du moteur est assuré par deux prises d’air courant le long des portières mais aussi, et de façon plus discrète, par une prise d’air se situant à la base de la lunette arrière. Celle-ci fait intégralement partie du canopy, cette verrière inspirée des avions de chasse. Cette origine stylistique est également renforcée par sa peinture noire, donnant l’impression d’une bulle.
Ce souhait d’intégration, aussi bien aérodynamique que stylistique, s’accompagne de poignées de porte situées dans les montants mais également, sur les premiers modèles, de phares rétractables. À l’arrière, les feux sont en forme de bandeau et se prolongent sur les montants de l'aileron. Le troisième feu de stop est, quant à lui, inclus dans l’aile de l’aileron.

### Moteur et performances

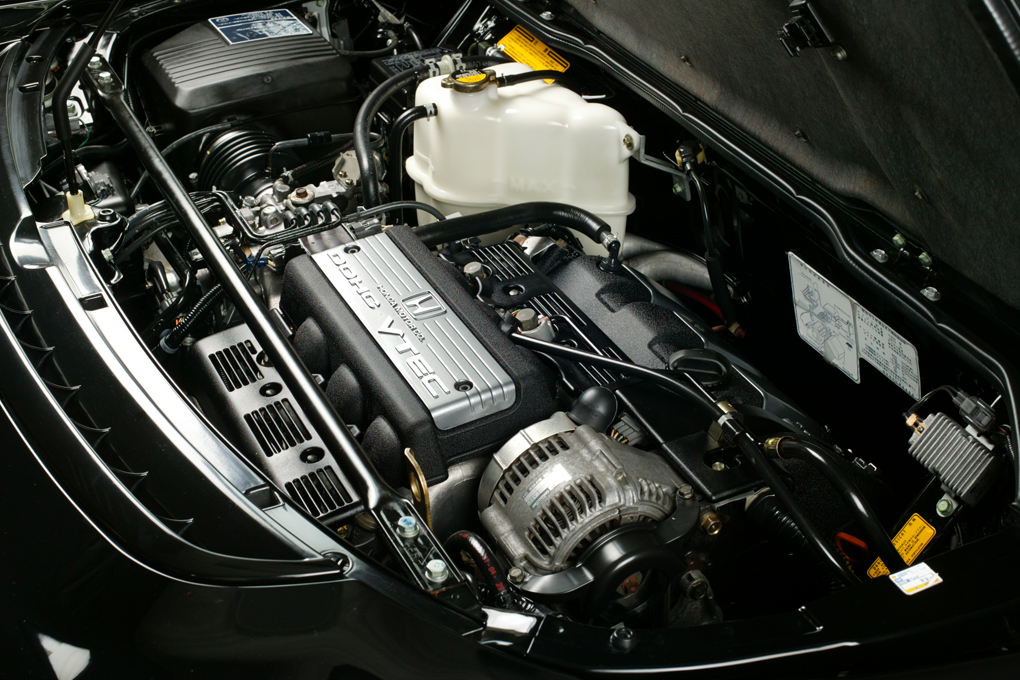
Honda C30A positionné transversalement dans la baie moteur

La NSX a disposé de deux motorisations différentes au long de ses évolutions, le C30A et le C32B. Ils étaient tous les deux assemblés à la main dans l'usine de Tochigi.
Le C30A est un V6 à 90° de 2 977 cm3 disposant du système de distribution VTEC inauguré sur le B16A, ainsi que de l'injection PGM-FI de la marque. Également, le C30A reçoit le nouveau système VVIS (Variable Volume Induction System) fonctionnant grâce à un collecteur d'admission spécifique, permettant d'augmenter la quantité d'air admise à partir de 4 800 tr/min. Il développe 274 ch à 7 300 tr/min et 294 N m à 5 400 tr/min. La version équipée de la boîte automatique à 4 rapports ne développe, quant à elle, que 255 ch à 6 800 tr/min, pour un couple inchangé.
Le bloc est entièrement en aluminium tandis que les bielles sont en titane - une première pour une automobile de série. Les culasses, contrairement aux autres V6 de la marque, reçoivent chacune deux arbres à cames. Ces derniers actionnent les 24 soupapes du moteur.
L'alésage est de 90 mm et la course de 78 mm, ce qui fait du C30A un moteur supercarré. Le diamètre de l'alésage est supérieur à celui de la course, ce moteur jouit donc d'une géométrie particulièrement adaptée aux régimes élevés. En effet, l'entrée de la zone rouge est située à 8 000 tr/min. Afin d'assurer le parfait allumage à ces régimes, chaque bougie possède sa propre bobine d'allumage. Le taux de compression, quant à lui, est mesuré à 10,2:1.
À partir de 1997, la Honda NSX est motorisée par le C32B. Ce moteur est une évolution du C30A, par rapport auquel il gagne 202 cm3. Les culasses sont retravaillées dans le but de permettre une meilleure admission. Le papillon abandonne sa commande à câble pour une gestion électronique. Grâce à un nouveau matériau, les pistons gagnent en rigidité et s'élargissent jusqu'à 93 mm tandis que leur épaisseur diminue. Ce matériau, le FRM (Fiber Reinforced Metal), est composé d'aluminium dans lequel on a introduit de la fibre de carbone.
Les soupapes d'admission gagnent également en diamètre, passant de 35 à 36 mm. Afin de suivre l'augmentation de cylindrée, les injecteurs sont revus afin d'accroître leur capacité d'injection de 15 %. On notera l'apparition d'un nouveau vilebrequin ayant un diamètre de 52 mm, soit 2 mm de plus que sur le C30A, ainsi que de collecteurs d'échappement 3-en-1 en inox en lieu et place des anciens modèles en fonte. Grâce à tout cela, le C32B pèse 3 kg de moins que son prédécesseur et la puissance fait un bond de 20 ch, affichant désormais 294 ch à 7 300 tr/min et 304 N m à 5 300 tr/min.
Une autre évolution sur ce moteur est son association à une boîte à 6 rapports, contre 5 précédemment. La longueur de la nouvelle boîte a cependant obligé les ingénieurs de chez Honda à réduire la longueur de l'embrayage, afin que celle-ci puisse être placée dans le compartiment moteur. Ainsi, l'embrayage passe d'un double-disque de 190 mm de diamètre à un simple disque de 230 mm. Cependant, afin d'égaler les performances de l'ancien, un matériau plus adhérent est retenu. Le volant moteur suit quant à lui l'évolution inverse, en passant d'un simple masse à un double masse afin de réduire les à-coups dus à la transmission.

### Châssis et comportement
« À partir du moment où j’ai conduit la petite NSX, toutes les voitures de référence - Porsche, Ferrari, Lamborghini - que j’utilisais pour développer ma voiture se sont effacées. Bien sûr, la voiture que nous allions créer, la McLaren F1, devait être plus rapide que la NSX, mais la qualité du comportement de la NSX allait devenir notre nouvel objectif. »
— Gordon Murray, 
La NSX est la première automobile de série à être basée sur un châssis monocoque en aluminium. Celui-ci fut dessiné par Takanobu Ito, qui deviendra par la suite président de Honda. Afin d’obtenir une grande rigidité tout en contenant le poids de la coque, différentes techniques de fabrication sont utilisées. La base est en aluminium extrudé tandis que le plancher est en aluminium embouti. Les berceaux sont moulés et le tout est ensuite recouvert par des feuilles d’aluminium qui donnent à la coque sa forme définitive. Chose rare pour une automobile de cette époque, les différentes pièces sont soudées à la main dans l’usine de Tochigi. Les berceaux, auxquels sont fixées les suspensions, sont accouplés au reste de la coque avec des manchons en caoutchouc, permettant de réduire les vibrations dans l’habitacle. La répartition des masses est équilibrée avec 48 % sur l'avant et 52 % sur l'arrière. Malgré cette légère prépondérance sur l'arrière, la voiture manque parfois de motricité.

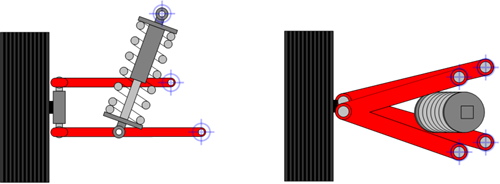
Principe de la suspension à double triangulation dont la NSX est équipée

Au niveau des suspensions, la NSX se veut en adéquation avec les technologies utilisées sur les Formules 1. Elle est ainsi pourvue de suspensions à double triangulation fabriquées en aluminium forgé et dispose de barres antiroulis à l’avant comme à l’arrière. Les rotules de direction et les porte-moyeux arrière sont également en aluminium forgé. Les amortisseurs disposent de la technologie HPV (pour Honda Progressive Valve), spécialement développée pour la sportive nippone. Ces derniers sont remplis d’azote et, contrairement à une suspension classique à valve binaire, la valve HPV dispose d’une large palette d’ouverture. Très confortable à vitesse modérée, cette suspension s'avère en revanche trop souple en cas d'usage sportif, le roulis étant très prononcé.
Le freinage, composé de quatre disques ventilés de 282 mm de diamètre, est le point noir de la NSX. Bien que doté d'étriers à 4 pistons à l'avant, il manque de mordant et d'endurance. Il sera revu à plusieurs reprises lors de la carrière de la sportive, mais ne s'améliorera pas significativement. La principale évolution sera le passage à des disques de 298 mm à l'avant et 303 mm à l'arrière en 2002.

### Habitabilité - Confort
Alors que les éléments mécaniques font directement référence à la compétition, l’habitacle de la NSX renvoie plutôt à celui d’une confortable berline. Scindé en deux parties, de part et d’autre de la console centrale, ce dernier est totalement adapté à la morphologie humaine et ménage un espace suffisant entre les deux occupants. Le ciel de toit est également creusé pour permettre aux personnes de grande taille de pouvoir s’installer à bord. Le conducteur est installé très bas dans l’habitacle afin d’abaisser le centre de gravité mais également diminuer la surface frontale, contribuant directement à la finesse aérodynamique. Cependant, afin d’éviter un sentiment de claustrophobie, les ingénieurs ont abaissé le tableau de bord grâce  à un travail sur la suspension. La visibilité fut aussi l’une des priorités lors de la conception de ce modèle, il en résulte une visibilité 311,8° à partir du siège conducteur.
Le coffre, situé derrière le moteur, possède une capacité de 154 dm³, ce qui permet d'y loger deux sacs de golf.

## Versions

### Phase 1 (1990 - 1997)
Le modèle NA1 est la première version de la NSX. Elle est distribuée au Japon à partir de septembre 1990 dans le réseau Verno, où elle remplace la Honda Prelude comme porte-étendard de la marque. Elle est dotée du moteur C30A de 3,0 litres de cylindrée et est disponible soit avec une boîte de vitesses manuelle à 5 rapports, soit une automatique à 4 rapports.

#### NSX-R (1992 - 1995)

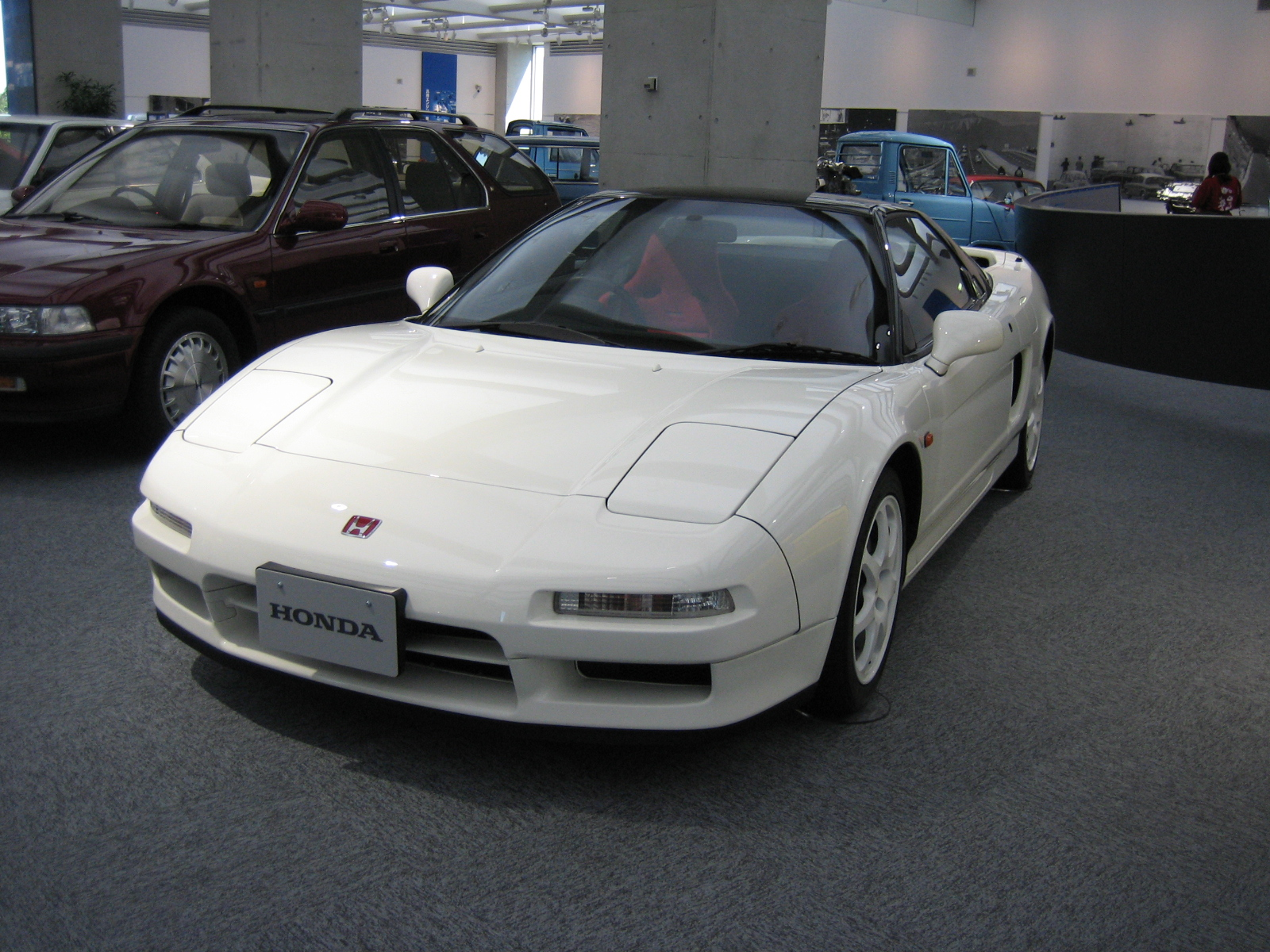
La NSX-R se pare d'un blanc spécifique en hommage à la RA 272 de 1965

Cette version encore plus sportive de la Honda NSX se prive de nombreux éléments de confort afin d'abaisser son poids de façon drastique. Outre la classique suppression de l'insonorisation, cette NSX fait également l'impasse sur la direction assistée, la climatisation, l'autoradio ainsi que l'antipatinage. Disparaissent également les airbags conducteur et passager ainsi que les antibrouillards alors qu'apparaissent de nouvelles jantes plus légères fabriquées en magnésium par Enkei. Cependant, afin d'obtenir un poids encore plus contenu, les ingénieurs de chez Honda ont fait la part belle aux matériaux légers comme la fibre de carbone présente dans les capots avant et arrière, dans l'aileron ou bien dans les sièges baquets, mais aussi le titane composant la tringlerie de boîte de vitesses. Finalement, cette NSX perd une centaine de kilogrammes et pèse désormais 1 230 kg à sec.
Les suspensions sont profondément retouchées. En effet, les triangles sont redessinés et les amortisseurs raffermis, tandis que le diamètre des barres antiroulis augmente. Afin de parfaire le châssis, Honda a également majoré la taille des freins et utilisé des plaquettes de frein plus tendres pour plus de mordant.
Au chapitre mécanique, la puissance du moteur n'évolue pas, seule la présence d'une boîte de vitesses à l'étagement rapproché diffère des autres modèles.
D'un point de vue esthétique, cette version se démarque par sa couleur White Championship, un blanc identique à la couleur de la RA 272, la première Honda à s'être imposée en Formule 1. Les écussons rouges rendent également hommage à la victoire au Grand Prix du Mexique de 1965.
La production atteint 483 exemplaires avant de s’arrêter, 3 années après l'assemblage du premier modèle, en septembre 1995.

#### NSX-T (1995 - 1997)
La NSX s'équipe d'un toit escamotable pendant l'année 1995. Disponible en option en Europe et au Japon, cette version targa sera l'unique déclinaison disponible aux États-Unis. On notera la présence d'éléments permettant de rigidifier la monocoque amputée de son toit, mais également afin de convenir aux attentes des standards américains en cas de choc latéral.

### Phase 2 (1997 - 2001)
En 1997, la NSX (GH-NA2/GH-NA1) évolue significativement sur le plan mécanique. Elle dispose maintenant du moteur C32B de 3,2 litres de cylindrée accouplé à une nouvelle boîte de vitesses à 6 rapports. Cependant, les versions automatiques se contentent de l'ancien C30A et sa boîte à 4 vitesses. La monocoque est produite selon de nouveaux procédés permettant d'en améliorer la rigidité ainsi que d'en abaisser le poids à 208 kg au lieu de 210 précédemment. Elle dispose également de nouveaux freins.

#### NSX Type S (1997 - 1999)

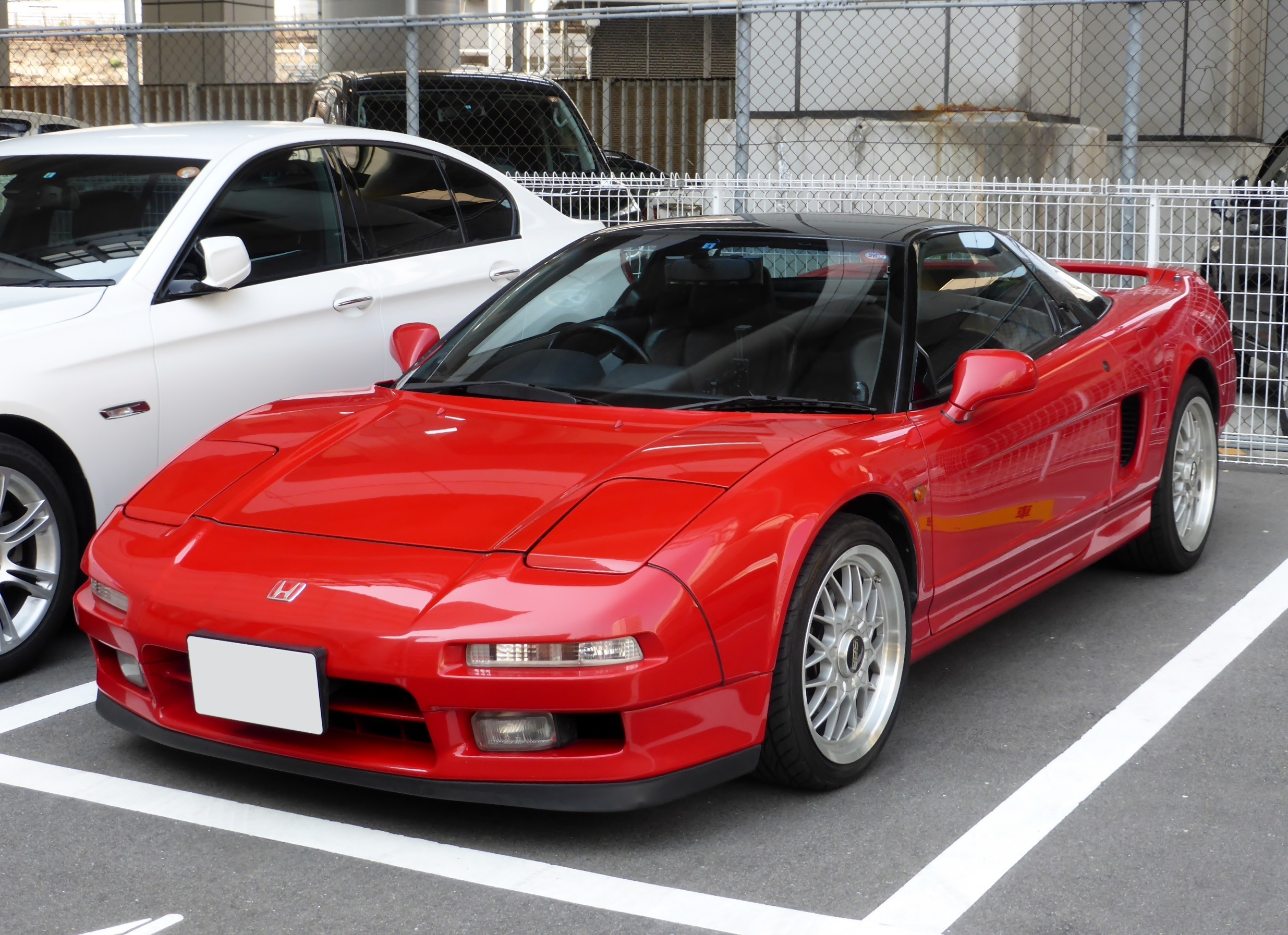
Honda NSX 3.0 Type S (NA1).

Ce modèle est intermédiaire entre la NSX et la Type S Zero. En effet, celle-ci pèse 45 kg de moins que le modèle de base et dispose de suspensions raffermies. En termes d'équipements, cette version se dote de jantes BBS et de sièges baquets Recaro. Le volant et le levier de vitesse diffèrent des autres versions. Ce modèle uniquement vendu au Japon se caractérise par son toit de la même couleur que la carrosserie. Elle était disponible à la vente au prix de 10 357 000 yens (environ 100 000 €) en 1997.

#### NSX Type S Zero (1997 - 1999)
La NSX Type-S Zero se veut encore plus extrémiste que la Type S. Celle-ci s'allège d'encore 51 kg, ce qui fait passer le gain à 96 kg par rapport au modèle de base. Pour parvenir à cela, l'air conditionné ainsi que l'installation audio sont supprimés. Les airbags ne font également plus partie de la dotation d'origine tout comme la direction assistée, le verrouillage centralisé ou l'antipatinage. De plus, la vitre de séparation entre l'habitacle et le moteur est affinée et une batterie plus légère fait son apparition. Les suspensions sont encore raffermies, mais restent plus souples que ceux de la Type R. La NSX Type S Zero bouclait, aux mains de Motoharu Kurosawa de l'émission Best Motoring, un tour du circuit de Suzuka en 2 min 34 s 69/100, tandis que la Type R de Takashi Ohi demandait 2 min 34 s 19/100. En 1997, elle s'échangeait au Japon contre 9 857 000 yens (environ 99 000 €).

#### NSX Alex Zanardi Edition (1999)
Cette édition, exclusivement destinée au marché américain, célèbre les deux sacres d'Alex Zanardi en CART par le biais de modifications techniques et esthétiques. En effet, cette NSX reprend les spécifications de la Type S japonaise, bien que son châssis soit celui d'une NSX-T. Son poids est également plus élevé à cause d'un équipement plus important, comme les airbags. Alors que l'extérieur est identiques aux Type S, hormis les feux de gabarit obligatoires aux États-Unis, l'intérieur lui est spécifique. Ainsi, les surpiqûres sont de couleur rouge et la console centrale est en titane. Une plaque numérotée comprenant la signature du pilote identifie chaque modèle.

### Phase 3 (2001 - 2005)

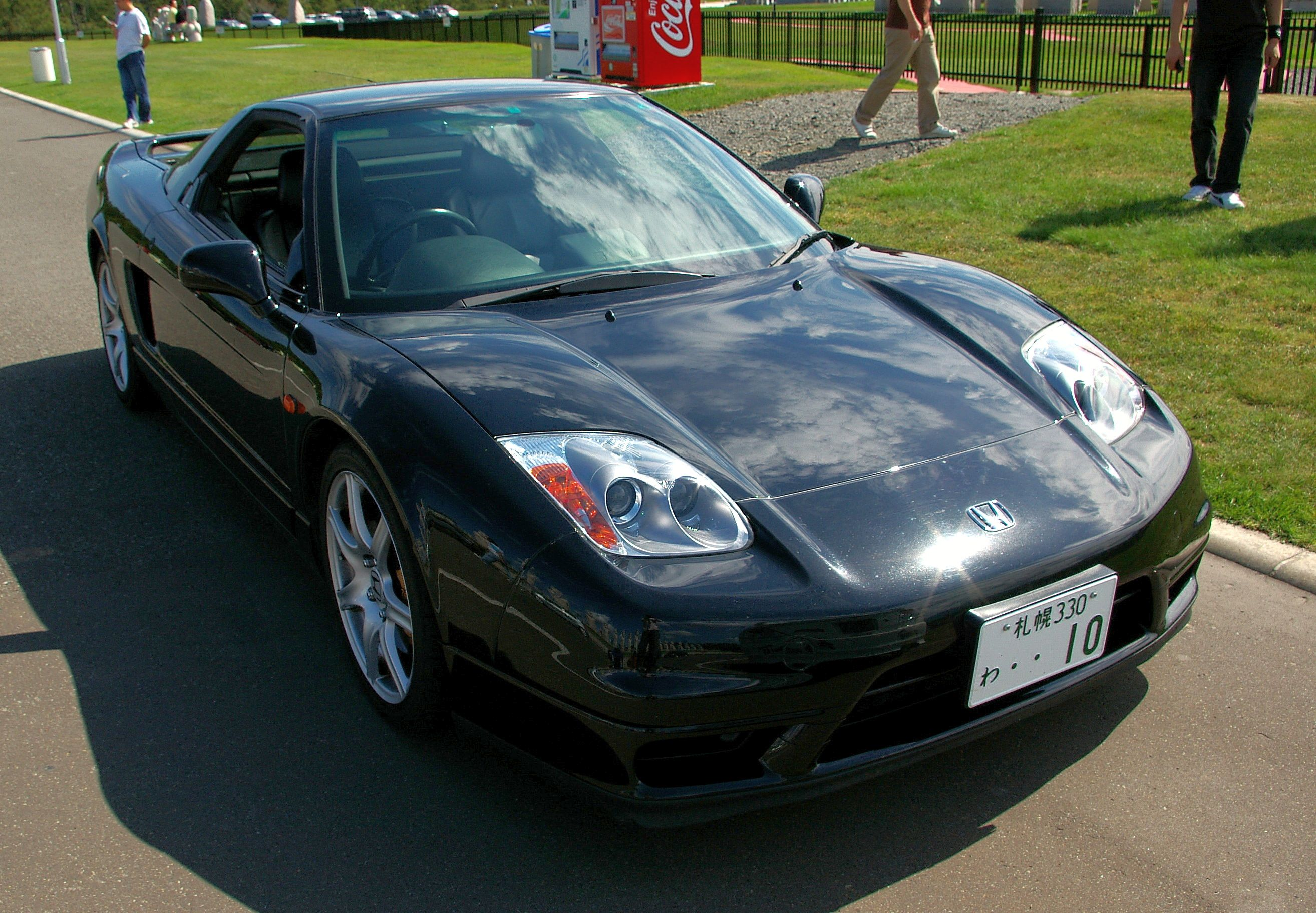
L'apparition de phares fixes est la grande nouveauté de l'année 2001

En décembre 2001, la NSX (LA-NA2/LA-NA1) subit un profond restylage afin d'actualiser la ligne de la voiture, alors âgée de 12 ans. Les modifications sont nombreuses mais celle qui est la plus frappante est la présence de phares fixes disposant d'un éclairage au xénon au lieu des phares escamotables, qui ne sont plus adaptés aux pays obligeant à rouler de jour phares allumés. À l'arrière, les feux sont également modifiés. Cette nouvelle carrosserie est plus fine que la précédente et le Cx passe ainsi de 0,32 à 0,30. Les éléments techniques sont également remis au gout du jour et on peut voir l'apparition de jantes de 17 pouces à l'avant comme à l'arrière.
Ce modèle est également sorti dans une version R profondément remaniée, mais également une version marquant la fin de production de la sportive, la NSX-R GT.

#### NSX Type S (2001 - 2005)
La deuxième génération de Type S reprend les caractéristiques de sa devancière. À l'extérieur, seuls le logo "Type S" sur la malle arrière et le toit peint couleur carrosserie permettent de la différencier d'une NSX de base. À l'intérieur, les différences sont plus nombreuses. En effet, Recaro fournit de somptueux sièges baquets basés sur une coque entièrement en carbone. Un volant à trois branches dépourvu d'airbag et un pommeau de levier de vitesse spécifique font aussi partie de la dotation de série.

#### NSX-R (2002 - 2003)

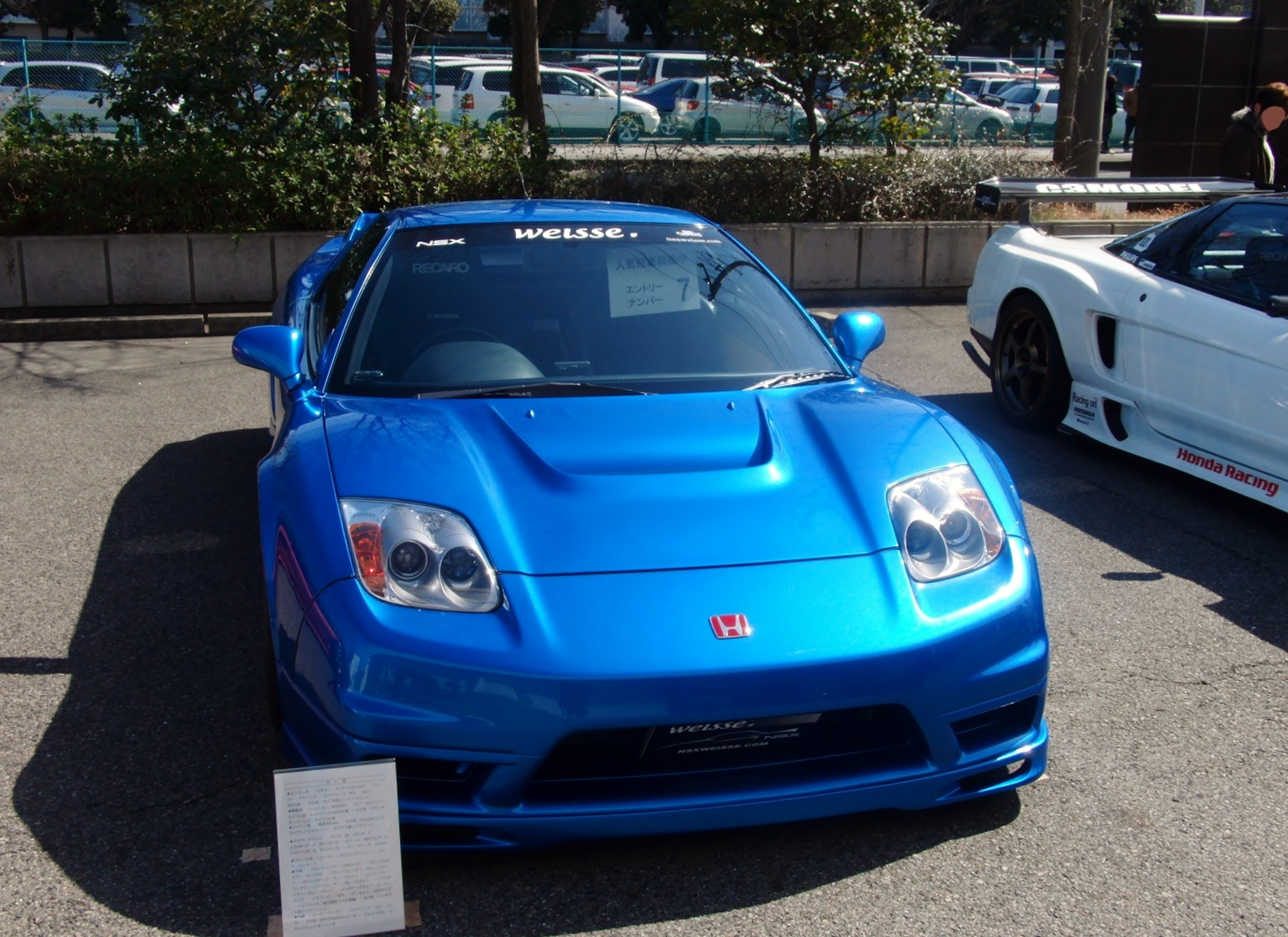
Honda NSX-R (NA2).

Cette version reprend les éléments qui ont fait le succès de la version de 1992, à savoir : un poids en baisse, de meilleurs trains roulants et une aérodynamique optimisée. Accusant 1 270 kg sur la balance, elle se révèle plus lourde que son ancêtre de 40 kg, bien que le capot avant et l'aileron arrière soient en fibre de carbone. Cependant, les différentes améliorations rendent ce modèle encore plus performant. La caisse est rigidifiée, les suspensions raffermies et les barres stabilisatrices gagnent en diamètre. La carrosserie est revue et permet de gagner en appui aérodynamique. L'habitacle se pare de rouge, de la moquette jusqu'aux baquets Recaro. Le conducteur aura également le droit à un volant Momo de faible diamètre et à un pommeau de levier de vitesse en titane. Au niveau du moteur, les évolutions sont peu nombreuses. Néanmoins, en plus de bénéficier d'un équilibrage de l'équipement mobile, le moteur est associé à une boîte de vitesses à l'étagement rapproché. Elle était vendue à partir de 11 957 000 yens, soit environ 100 000 €.

#### NSX-R GT (2005)
La NSX-R GT est la voiture de série la plus chère jamais commercialisée par Honda, les 5 exemplaires disponibles ayant été vendus pour 50 millions de yens, soit environ 376 000 € chacun. Créée afin de répondre aux règles d'homologation en Super GT, elle dispose d'un kit carrosserie améliorant l'appui aérodynamique ainsi que de nouvelles suspensions. En effet, un nouveau diffuseur fait partie de l'offre, tandis que le bouclier avant et les bas de caisses sont remodelés. Les prises d'air latérales sont également plus larges que sur la NSX-R. Le moteur, quant à lui, ne subit pas de modifications. La production débuta en août 2005 et marque l'arrêt des chaînes d'assemblage consacrées à la sportive nippone.

## Sport automobile

### 24 Heures du Mans

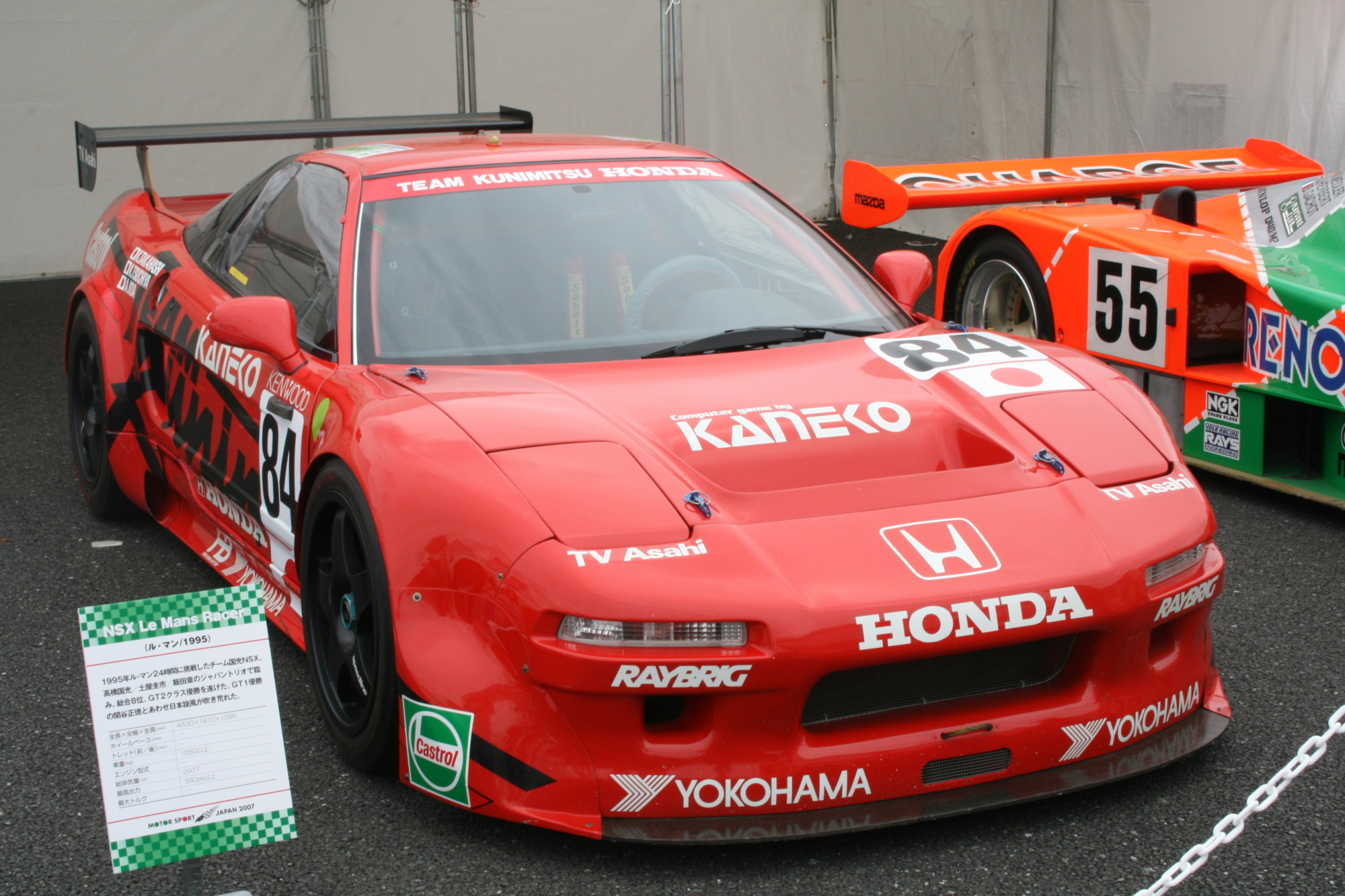
La NSX gagnante de l'épreuve de 1995

En 1993, Honda Allemagne aligne déjà trois NSX aux épreuves de l’ADAC GT Cup, aux mains d’Armin Hahne notamment. Au vu des résultats réguliers, d’une troisième place aux 24 Heures du Nürburgring et d’une victoire à Zolder, il semblait normal que la japonaise s’attaque à la classique sarthoise. Ce sera chose faite l’année suivante, lorsque les frères Erwin et Manfred Kremer, deux habitués des Hunaudières, décidèrent en janvier de l’engagement de la NSX aux 24 Heures du Mans.
En 1994, Honda participe pour la première aux 24 Heures du Mans. La marque, en association avec Kremer Racing, aligne trois NSX engagées dans la catégorie LM GT2 : la n° 46 pilotée par le trio Okada/Favre/Shimizu, la n° 47 conduite par les Japonais Tsuchiya/Lida/Takahashi et enfin la n° 48 pilotée par Bouchut/Gachot/Hahne. L’équipe se composait d’environ 60 personnes, dont vingt détachées par Honda. Deux des autos étaient équipées de pneus Dunlop tandis que la n° 47 chaussait des pneus Yokohama.
Les trois autos ont démontré leur fiabilité en finissant la course 14e (6e de la catégorie GT2) pour la n° 48, 16e (7e en GT2) pour la n° 46 et enfin 18e (9e en GT2) pour la n° 47.
En 1995, la marque japonaise s’engage de nouveau pour l’épreuve d’endurance. Trois voitures sont encore au départ, deux en catégorie GT1 soutenues par l’équipe d’usine, et une en GT2 engagée par le Team Kunimitsu Honda. Alors que cette dernière remporta brillamment sa catégorie en se plaçant au 8e rang du classement général, les deux autres souffriront au long de la course. En effet, la n° 47 de Gachot/Capelli/Hahne abandonne au bout de 2 h 20 de course en cassant sa boîte de vitesses, tandis que la n° 46 de Okada/Favre/Hattori sortit de la piste à 17 h 43. Elle ne sera pas classée, bien qu’elle soit repartie sur la piste au bout de 9 h 22 de réparation.
L’année suivante, l’équipe Honda se retire, laissant au Team Kunimitsu le soin de représenter la sportive pendant l’épreuve mancelle. La n° 75 de l’habituel trio nippon Lida/Takahashi/Tsuchiya finira sur une 16e place au général, tandis qu’elle monte sur la dernière marche du podium dans sa catégorie.

### Super GT
La Honda NSX a été le modèle engagé par Honda dans le championnat japonais de voitures de Grand Tourisme pendant 13 ans. Elle commença sa carrière dans le championnat pendant l'année 1996, et s'arrêta à la fin de la saison 2009. La sportive s'illustra à de nombreuses reprises dans les deux catégories du championnat, le GT300 et le GT500.

#### GT300
Avant 2003, les NSX engagées dans la catégorie GT300 sont motorisées par un C32B développant 390 ch et 353 N m de couple. La voiture pèse 1 050 kilogrammes. En 2003, elles ne développent plus que 360 ch et 344 N m. Ce nouveau moteur, dérivé du C32B, a une cylindrée de 3,4 litres.

### GT500

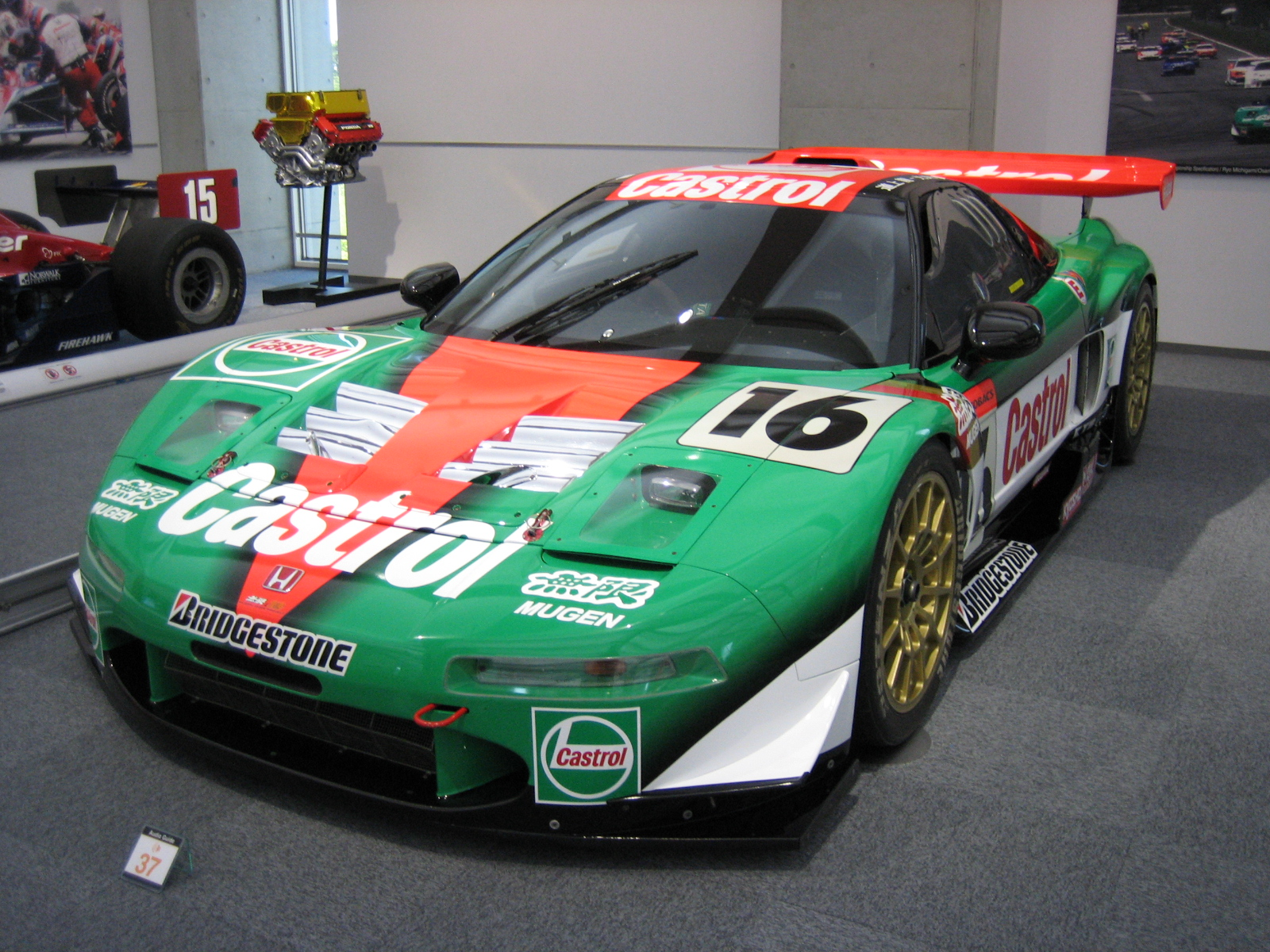
La NSX Castrol-Mugen ayant fini à la 5e place du JGTC en 1998.

En GT500, les NSX disposent d'un moteur V6 de 3,5 litres de cylindrée, délivrant pas moins de 450 ch et un couple de 390 N m. La voiture est, par rapport à la version de GT300, plus lourde de 100 kilogrammes. Elle atteint donc 1 150 kilogrammes à vide. Cette voiture de course était construite autour d'une monocoque en carbone réalisée par l'entreprise japonaise Dome, tandis que la confection du moteur revenait au préparateur attitré de Honda, Mugen. Après 2003, conformément à la nouvelle réglementation, le châssis devient tubulaire et le moteur est placé en position longitudinale avec une boîte de vitesses séquentielle Hewland à 6 rapports montée en avant de ce dernier. Ce moteur développe désormais 500 ch et 589 N m.
En 1996, pour sa première année dans le championnat, une seule équipe avait engagé une NSX. De plus, les résultats furent timides, la Yokohama Advan BP NSX n° 100 du Team Kunimitsu ne se classant, par exemple, que 11e au Sendai Hi-Land et au Mine Circuit. Elle finira la saison classée 10e après avoir marqué seulement 8 points.

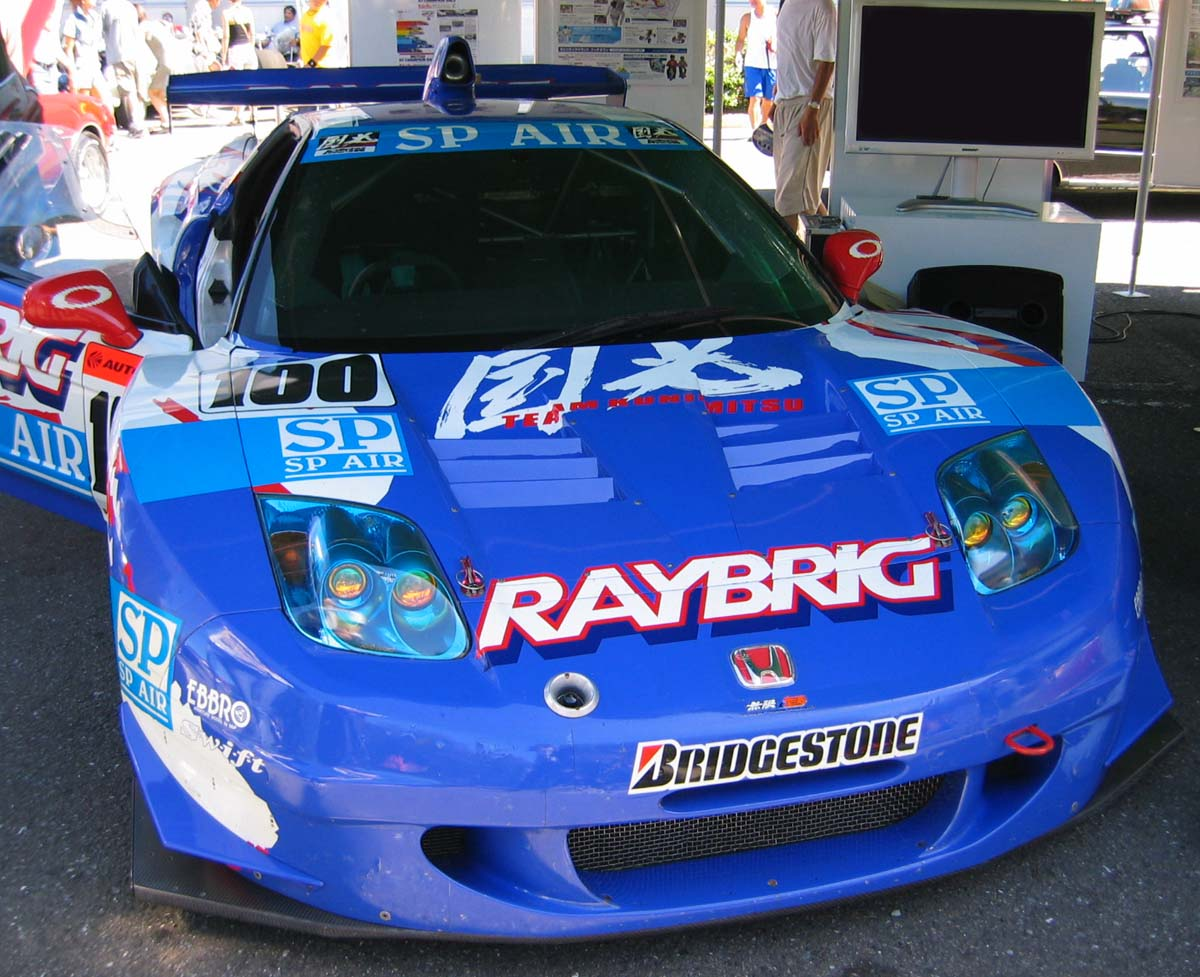
En 2002, une Raybrig NSX était engagée en GT500 par le Team Kunimitsu.

Dès l'année suivante, deux NSX sont présentes en GT500. Cette fois-ci, les résultats sont plus probants et les voitures du Team Kunimitsu et du Dome+Mugen PROJECT terminent la saison respectivement à la 6e et à la 9e place.
En 1998, la Mobil 1 NSX engagée par le Nakajima Racing échouera à une place de la victoire. Les autres NSX des équipes Castrol Mugen, Team Kunimitsu et Dome finiront 5e, 8e et 12e.
L'année précédant leur premier sacre, trois NSX sont présentes dans les six premières places du classement, les autres places étant partagées entre Nissan et Toyota.
En 2000, la Dome Mugen NSX de Ryō Michigami s'empare du titre en GT500, en laissant derrière elle les Nissan Skyline GT-R et autres Toyota Supra GT. C'est le début d'une longue série de victoires, pouvant être illustrée par le sacre de Ralph Firman et Daisuke Itō au volant d'une ARTA NSX en 2007 et par la victoire, en GT300 cette fois ci, de la M-TEC NSX pilotée par Tetsuya Yamano et Hiroyuki Yagi. Elle est remplacée depuis 2010 par la HSV-010 GT, le règlement du Super GT interdisant désormais les voitures à moteur central.

## Nouvelle génération
Malgré sa longévité exceptionnelle pour une voiture de sport, la NSX a initié de nombreux projets pour la remplacer.

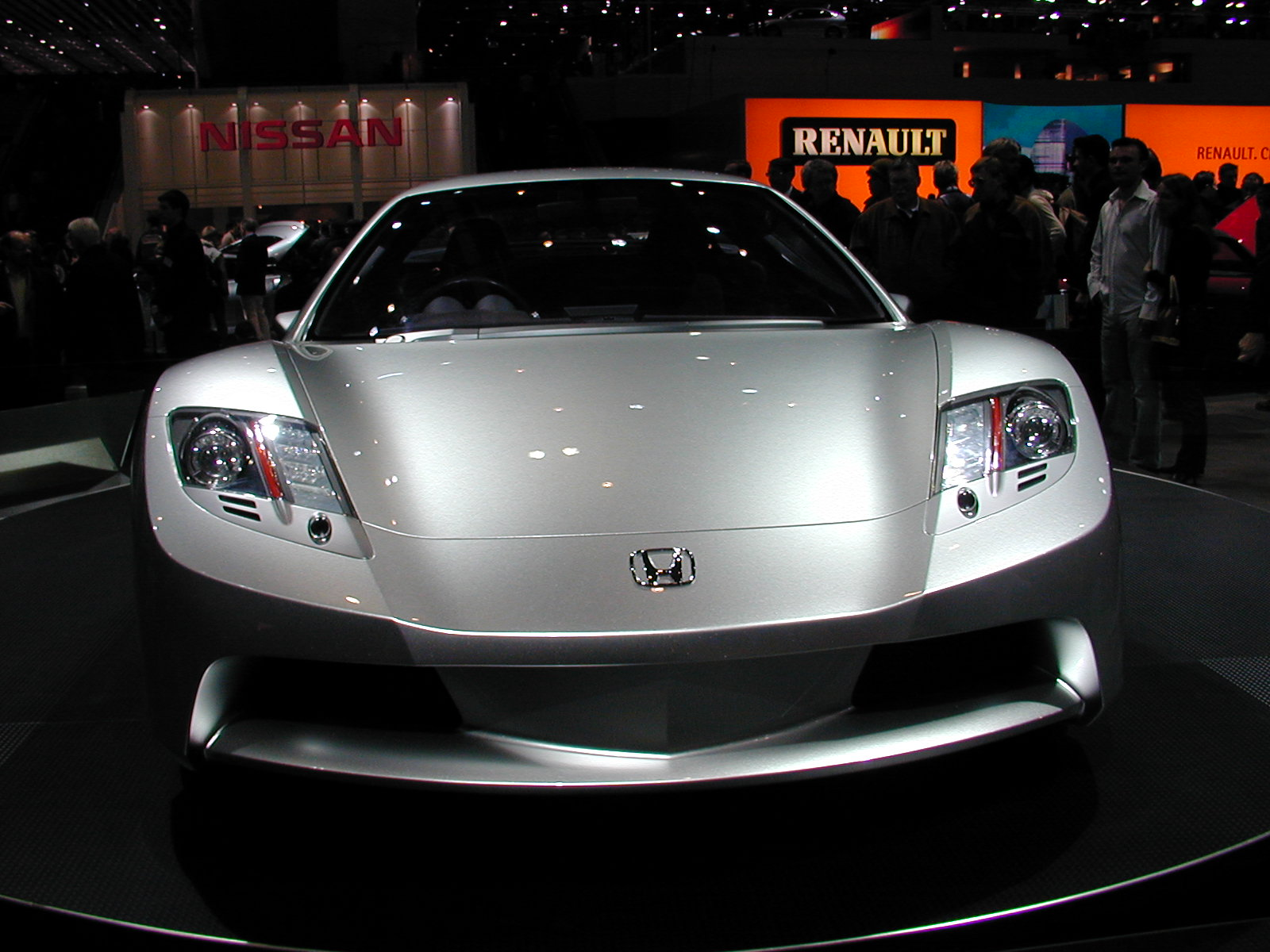
La Honda HSC, qui initie le remplacement de la NSX

En 2003, Honda présente au salon automobile de Tokyo la HSC, un concept-car de voiture de sport reprenant les grandes lignes de la NSX. En effet, celle-ci est une berlinette motorisée par un moteur V6 en position centrale arrière. Cependant, le président de Honda, Takeo Fukui, annonça deux ans plus tard que la HSC resterait à l’état de concept, mettant ainsi un terme aux spéculations sur une deuxième génération de la sportive nippone.
En revanche, l’idée d’une nouvelle sportive est toujours très présente dans le groupe Honda. Ainsi, en 2007, l’Acura ASCC est présentée au salon de Détroit. Cette sportive est foncièrement différente de la NSX, notamment par son architecture. En effet, elle délaisse le moteur central arrière pour une bien plus classique architecture à moteur avant. Cependant, la vraie nouveauté venait du moteur V10 que l’ASCC cachait sous son capot.
La même année, le président de Honda pour les États-Unis, Tetsuo Iwamura, confirmait qu’une nouvelle sportive était en préparation, basée sur le concept présenté à Détroit. Les rumeurs s’intensifièrent lorsque des prototypes de test furent remarqués en juin 2008 sur le Nürburgring. Le 17 décembre de la même année, Takeo Fukui annonça l’annulation du projet en raison de la conjoncture économique très peu favorable à la commercialisation d’une voiture de sport. Les recherches ne seront cependant pas vaines, le projet devenant alors la HSV-010 GT représentant le constructeur en Super GT.

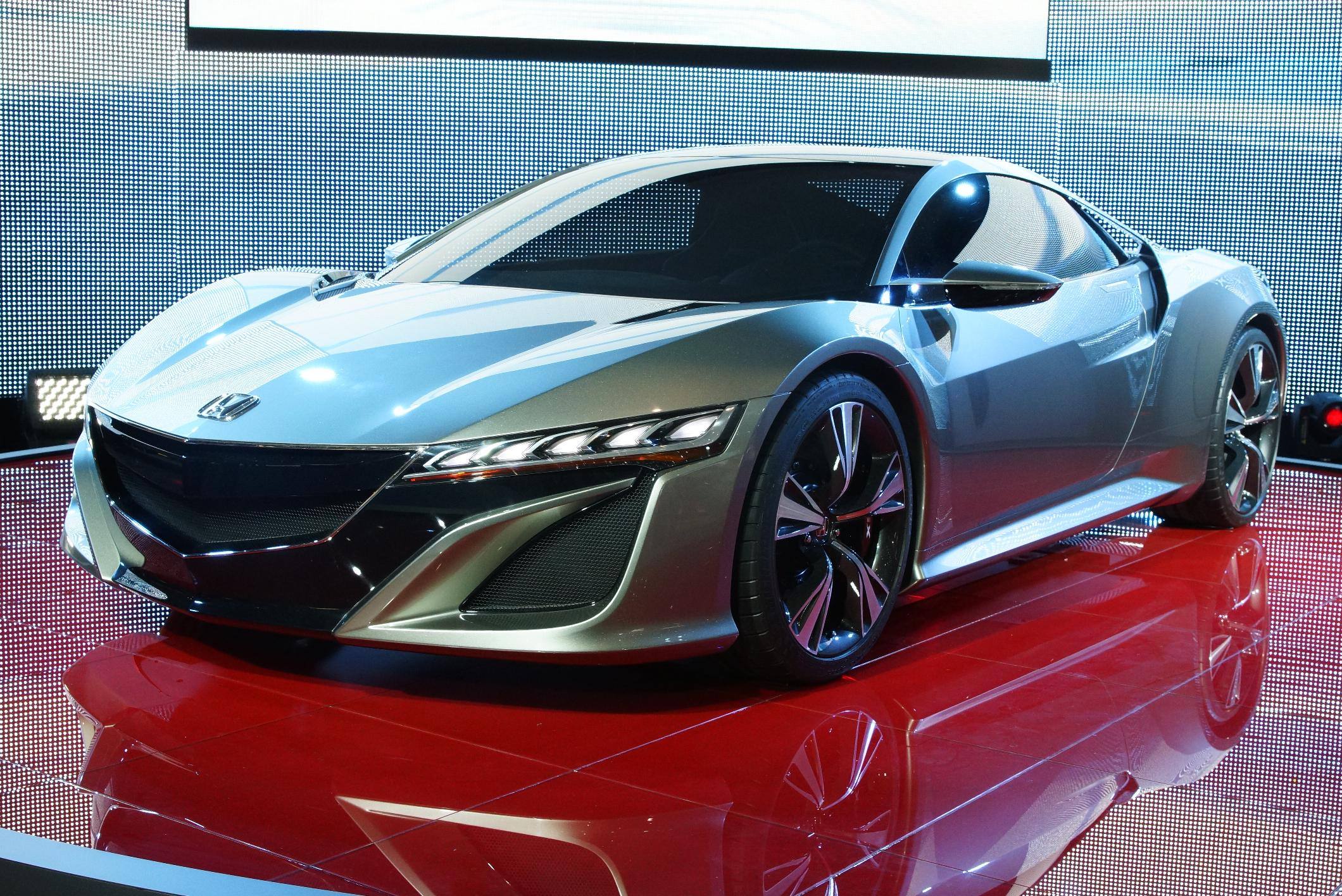
Honda NSX Concept

Cinq ans après l’Acura ASCC, en 2012, la division luxe de Honda présente au salon de Détroit le premier concept portant le nom de sa devancière. Il s’agit de l’Acura NSX Concept. Elle est motorisée par un moteur V6 en position centrale arrière, lui-même assisté par trois moteurs électriques, rendant motrices les quatre roues de la berlinette. Une version cabriolet fut dévoilée pour l'avant-première du film Avengers à Los Angeles.
La seconde génération de la Honda NSX, dévoilée au Salon international de l'automobile de Genève 2015, est commercialisée en 2016 et dérivée du concept dévoilé en 2012. La NSX II est une voiture hybride. Elle est disponible sur le marché français depuis 2018.
La nouvelle NSX possède 581 ch, ce qui lui permet d'atteindre 100 km/h en 3 secondes. Le rapport poids / puissance est de 3,2 kg/ch et le rapport couple / poids 346 N m/T.